# ستيفاني وايت
ستيفاني وايت (بالإنجليزية: Stephanie White)‏ مواليد 20 يونيو 1977 في دانفيل، هي لاعبة كرة سلة أمريكية معتزلة تحولت إلى التدريب بعد الاعتزال. بدأت مسيرتها الاحترافية في سنة 1999. تم اختيارها من قبل فريق شارلوت ستينغ خلال الدرافت. يبلغ طولها 5 قدم 9 بوصة (1.8 م). اعتزلت اللعب في 2003. فازت بلقب دوري المحترفات. لعبت مع شارلوت ستينغ وانديانا فيفر.

## روابط خارجية
- ستيفاني وايت على موقع الاتحاد الوطني لكرة السلة النسائية (الإنجليزية)
- ستيفاني وايت على موقع كلية كرة السلة في سبورتس رفرنس.كوم (الإنجليزية)
- ستيفاني وايت على موقع بروبوليرز (الإنجليزية)
- ستيفاني وايت على موقع سبورتس رفرنس (الإنجليزية)
- ستيفاني وايت على موقع سبورتس رفرنس (الإنجليزية)
- ستيفاني وايت على موقع كلية كرة السلة في سبورتس رفرنس.كوم (الإنجليزية)